# Vlasta Reittererová
Vlasta Reittererová, geborene Vlasta Pelantová (* 9. Januar 1947 in Prag), ist eine tschechische Musikwissenschaftlerin. Sie war mehrmals verheiratet und verwendete auch die Namen Vlasta Hrušková bzw. Vlasta Benetková; nach ihrer Heirat 1998 veröffentlicht sie unter dem Namen Reittererová.

## Leben
Reittererová maturierte 1965 in ihrer Heimatstadt. Anschließend studierte sie bis 1969 Schauspiel und Pantomime am Jaroslav-Ježek-Konservatorium, zugleich aber bis 1972 auch sieben Jahre Musikwissenschaft an der Philosophischen Fakultät der Karls-Universität. Ihre Qualifikationsarbeit handelte über Bedřich Smetanas Oper Zwei Witwen. Reittererová wirkte ab 1968 als Tänzerin am Theater Teplice, ab 1971 als Statistin und Putzfrau am E. F. Burian-Theater in Prag sowie 1972 bis 1987 als Mitarbeiterin der tschechoslowakischen Kunstagentur Pragokoncert.
1987 bis 2002 war sie zugleich Bibliothekarin und Forscherin an der Philosophischen Fakultät der Karls-Universität. Seit 2002 ist sie Mitarbeiterin am Institut für Musikwissenschaft der Masaryk-Universität Brünn. 1998 bis 2002 leitete sie ein Seminar am Prager Konservatorium, war Mitglied des Promotionsausschusses für Tanzwissenschaft an der Akademie der darstellenden Künste in Prag. Seit 2000 gehört sie zum Mitarbeiterstab des tschechischen Musikwörterbuchs der Personen und Institutionen. Seit 1998 war sie an der Technischen Universität Chemnitz.
Sie arbeitete an Lexikon-Projekten wie Musik in Geschichte und Gegenwart, Österreichisches Biographisches Lexikon 1815–1950, Österreichisches Musiklexikon sowie Biographisches Wörterbuch der tschechischen Länder mit. Sie war als Musikkritikerin und Publizistin tätig. Sie arbeitete auch als Übersetzerin u. a. aus dem Deutschen.

## Veröffentlichungen (Auswahl)
- mit Hubert Reitterer: "Vier Dutzend rothe Strümpfe ..." Zur Rezeptionsgeschichte der Verkauften Braut von Bedřich Smetana in Wien am Ende des 19. Jahrhunderts (Österreichische Akademie der Wissenschaften), Wien 2004.
- mit Lubomír Spurný: Alois Hába (1893–1973): mezi tradicí a inovací. Praha: KLP, 2014. 255 S. ISBN 978-80-87773-08-6.